# Коммерческий либерализм
Комме́рческий либерали́зм  — теория международных отношений, относящаяся к политической школе либерализма, основным тезисом которой является то, что экономическая взаимозависимость (англ. Economic interdependence), открытость границ в торговле и экономике неминуемо способствует установлению мира, международному сотрудничеству и кооперации в связи с взаимозависимостью интересов участников. Наряду с теорией демократического мира, является одной из основ формирования внешней политики ведущих западных государств.

## История
Ещё в XVIII веке о торговле, как о факторе ведущему к миру, писал И. Кант
Дух торговли, который рано или поздно овладевает каждым народом, – вот что несовместимо с войной. Он рано или поздно захватит каждую нацию.
В XVIII—XIX веках коммерческий либерализм ещё не был сформирован в качестве теории. Однако к сторонникам идей коммерческого либерализма можно отнести А. Смита, чьи теоретические рассуждения были нацелены на установление взаимозависимостей между конфликтом из-за ресурсов и открытыми рынками. Позднее подобные рассуждения продолжил в своих работах Й. Шумпетер.
Обоснованные толкования коммерческого либерализма появились лишь в конце 1930-х годов, вместе с работой Е. Сталлей, который отмечал, что торговля создаёт предпосылки к сотрудничеству, но не гарантирует его. После 1980-х годов идеи коммерческого либерализма были развиты Р. Кеохэйном и А. Моравчиком.

## Основные положения теории
В основе коммерческого либерализма лежит одно из ключевых допущений либерализма — общественные требования выражаются через государство. Государство является основным актором международных отношений, однако в формировании этих социальных требований принимают участия социатальные группы, которые используют государство в качестве платформы для продвижения своих интересов, соответственно, они влияют на поведение политических субъектов на мировой арене.
Центральным элементом теории является идея об экономической взаимозависимости, согласно которой, в случае всеобщего разделения труда, поддержания единой системы политических и экономических институтов прибыль будет распределяться равномерно среди всех участников свободных рынков. Фритрейдерство выгодно всем государствам, если мировая экономическая и политическая системы едины, а сильные акторы берут на себя обязательства развивающихся экономик.
Согласно теории, естественное воздействие торговли ведёт к миру. Две нации, которые торгуют друг с другом, становятся взаимозависимыми, в том случае если одна заинтересована в покупке, а другая в продаже — при этом все союзы основаны на взаимных нуждах. Торговля сама по себе не является гарантом мира, но торговля на недискриминированной основе в организованных политических рамках способствует сотрудничеству на базе просвещённых национальных представлений о личном интересе, которые подчёркивают превосходство производства над войной.
Стимулы к мирному поведению обусловлены международной средой, для которой характерны регулируемые модели обмена и определённые правила поведения.
Для богатых стран характерна зависимость распределения труда от объёма рынка, для увеличения благосостояния и производительности необходимо международное разделение труда, открытость рынков. Соответственно протекционизм и экономический национализм лишь способствуют дестабилизации международной системы.

## Критика коммерческого либерализма
- Не все изменения международной системы возможно объяснить через сдвиги в моделях экономических отношений. Прогнозирование поведения политических субъектов на основе «эффектов торговли» является односторонним. Коммерческий либерализм даёт представление только об одном из стимулирующих факторов развития международных отношений.
- Коммерческий либерализм несостоятелен так как опирается на необоснованную теорию развития (крупнейшие коммерческие партнеры де-факто воюют, например, как это было между Францией и Германией в межвоенный период).
- Чем больше транснациональных коммерческих связей, тем легче использовать инструменты принуждения в мировой политике[9].